# Рапопорт, Юрий Александрович
Юрий Александрович Рапопорт (18 июня 1924, Москва — 1 сентября 2009, там же) — советский и российский историк, археолог, этнограф.

## Биография
Юрий Рапопорт родился 18 июня 1924 года в Москве.
Участник Великой Отечественной войны.
В 1951 году закончил исторический факультет МГУ. С 1951 года научный сотрудник Института этнографии АН СССР. Предметом его исследований была археология, история и культура древнего Хорезма — исторической области и древнего государства в низовьях Амударьи.
Один из продолжателей дела основателя Хорезмской археологической экспедиции С. П. Толстова.
В 1967 году защитил кандидатскую диссертацию.
Автор изданной в 1971 г. книги «Из истории религии древнего Хорезма (оссуарии)», посвященной хорезмским оссуариям.

## Основные публикации
- Рапопорт Ю. А. Хорезмийские оссуарии. — М., 1967.
- Рапопорт Ю. А. Из истории религии древнего Хорезма (оссуарии) / Отв. ред. С. А. Трудновская; Институт этнографии им. Н. Н. Миклухо-Маклая АН СССР. — М.: Наука, 1971. — 128 с. — (Труды Хорезмской археолого-этнографической экспедиции. Т. VI).
- Рапопорт Ю. А.. Космогонический сюжет на хорезмийских сосудах // Средняя Азия в древности и средневековье. М., 1977
- Рапопорт Ю. А. Религия древнего Хорезма: некоторые итоги исследований // Этнографическое обозрение. 1996. № 6.
- Рапопорт Ю. А., Неразик Е. Е., Левина Л. М. В низовьях Окса и Яксарта: Образы древнего Приаралья. — М.: Индрик, 2000. — 384 с. — 500 экз. — ISBN 5-85759-115-5.